# Anjelika Timanina
Anjelika Timanina, née le 26 avril 1989 à Sverdlovsk, est une nageuse synchronisée russe.

## Carrière
Elle est sacrée championne olympique de natation synchronisée par équipes aux Jeux olympiques de 2012 à Londres.
Elle est ambassadrice de l'Universiade d'été de 2023 à Iekaterinbourg.

## Palmarès

### Jeux olympiques
- Jeux olympiques d'été de 2012 à Londres ( Royaume-Uni) :
  -  Championne olympique par équipes

### Championnats du monde
- Championnats du monde 2009 à Rome ( Italie) :
  -  Championne du monde par équipes programme libre
  -  Championne du monde par équipes programme technique
- Championnats du monde 2011 à Shanghai ( Chine) :
  -  Championne du monde par équipes programme libre
  -  Championne du monde par équipes programme technique
  -  Championne du monde en combiné
- Championnats du monde 2013 à Barcelone ( Espagne) :
  -  Championne du monde par équipes programme libre
  -  Championne du monde par équipes programme technique
  -  Championne du monde en combiné
- Championnats du monde 2015 à Kazan ( Russie) :
  -  Championne du monde par équipes programme libre
  -  Championne du monde par équipes programme technique
  -  Championne du monde en combiné

### Championnats d'Europe
- Championnats d'Europe 2010 à Budapest ( Hongrie) :
  -  Championne d'Europe en combiné
  -  Championne d'Europe par équipes

### Universiades
- Universiade d'été de 2013 à Kazan ( Russie) :
  -  Médaillée d'or en combiné
  -  Médaillée d'or par équipes